# Kia Motors Slovakia
Кија моторс Словачка (енгл. Kia Motors Slovakia) је јужнокорејска фабрика аутомобила компаније Кија моторс, која се налазу у насељу Тјепличка на Ваху у близини града Жилине у Словачкој. То је први и једини Кијин погон у Европи.
Фабрика је почела са радом 2006. године са производним капацитетом од 340.000 возила годишње. Висина инвестиције је износила 1,7 милијарди евра. Изграђен је коплекс на 223 хектара, а поред саме фабрике налази се и фабрика за производњу аутомобилских мотора. Скоро половина мотора произведена је за потребе Хјундаијеве фабрике у чешком месту Ношовице. Прве године када је започета производња продато је 5.000 аутомобила, већ следеће произведено је 145.097 возила, а 2008. године 201.507 возила. Године 2009. настаје криза и пад производње, али од 2010. производња расте да би 2012. године било произведено милион аутомобила, а 2015. два милиона.
Кија моторс Словачка је 2016. године произвела 339.500 возила са 3.800 запослених радника и 470 робота, који раде у три смене. Фабрика је изузетно модерна. На истој производној линији тренутно се прави пет модела, а поред Кије фабрика је способна да производи и моделе Хјундаија. Аутомобили који се тренуто производе су сид, сид спортсвагон, просид, спортиџ и венга. У овој фабрици се производио и Хјундаи тусон друге генерације.

## Галерија
- Кија венга
- Кија сид
- Кија спортиџ